# Bange for Piger
Bange for Piger (originaltitel Girl Shy) er en amerikansk stumfilm fra 1924 af Sam Taylor og Fred C. Newmeyer.

## Medvirkende
- Harold Lloyd som Harold Meadows
- Jobyna Ralston som Mary Buckingham
- Richard Daniels som Jerry Meadows
- Carlton Griffin som Ronald DeVore
- Nola Luxford
- Judy King